# Nando Parrado
Fernando Seler Parrado Dolgay (* 9. prosince 1949) je jeden ze šestnácti pasažérů letu 571 uruguayských aerolinií, kteří přežili havárii v chilských Andách z 13. října 1972.

## Životopis
Tímto letadlem cestovali členové uruguayského ragbyového týmu, jejich přátelé a rodinní příslušníci na přátelský zápas do Chile. Po ztroskotání na ledovci v nadmořské výšce 3500 metrů zůstalo naživu 27 lidí, kteří se po devíti dnech z rádia dozvěděli, že bylo ukončeno pátrání. Zanedlouho nebylo co jíst a přeživší se ocitli před neuvěřitelně krutou volbou: aby přežili, museli se začít živit zmrzlým masem svých mrtvých spolucestujících. Navíc se po několika dnech na jejich tábořiště zřítila lavina a zahynulo dalších 8 trosečníků. Po 61 dnech se Parrado společně s Robertem Canessou a Antoniem Vizintínem, který se po ušlém kusu cesty vrátil zpět k vraku, vydali pro pomoc. Parrado s Canessou se vrátili s pomocí po jedenácti dnech. Do té doby zemřelo 29 lidí, mezi nimi i Parradova matka a sestra.
Tato událost byla v roce 1993 také zfilmována. Parrado se na vzniku filmu podílel. K dalšímu zfilmování došlo v roce 2023, kdy vznikl snímek "Sněžné bratrstvo"  Nando Parrado o této události napsal společně s Vince Rausem knihu Zázrak v Andách.
V druhé polovině 70. let se dostal do prostředí automobilového závodění, vyhrál několik závodů, včetně 24 hodin Le Mans. Kvůli své manželce však závodění zanechal.
Dnes se věnuje moderování přenosů motorových sportů.

## Osobní život
S manželkou Veronique má dvě dcery – Verónicu a Ceciliu.